# Qazi-qarta

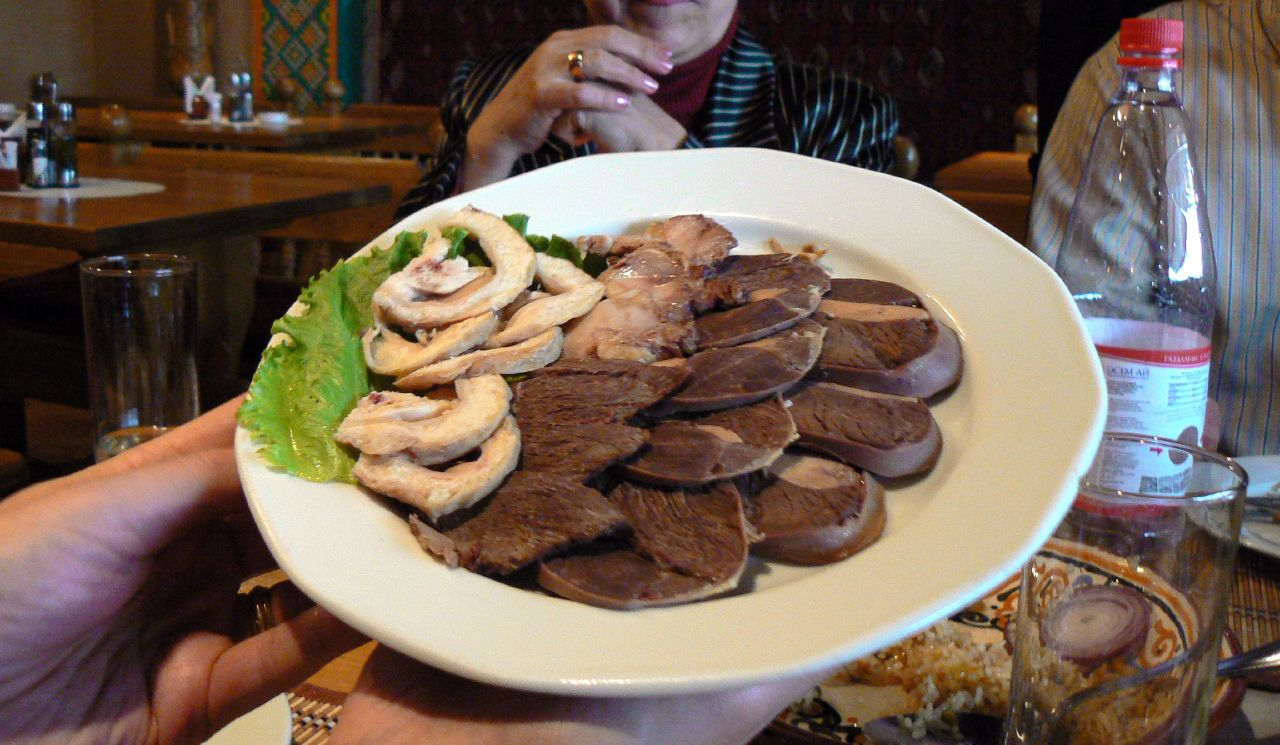
Qazi-qarta, Quazı ist rechts

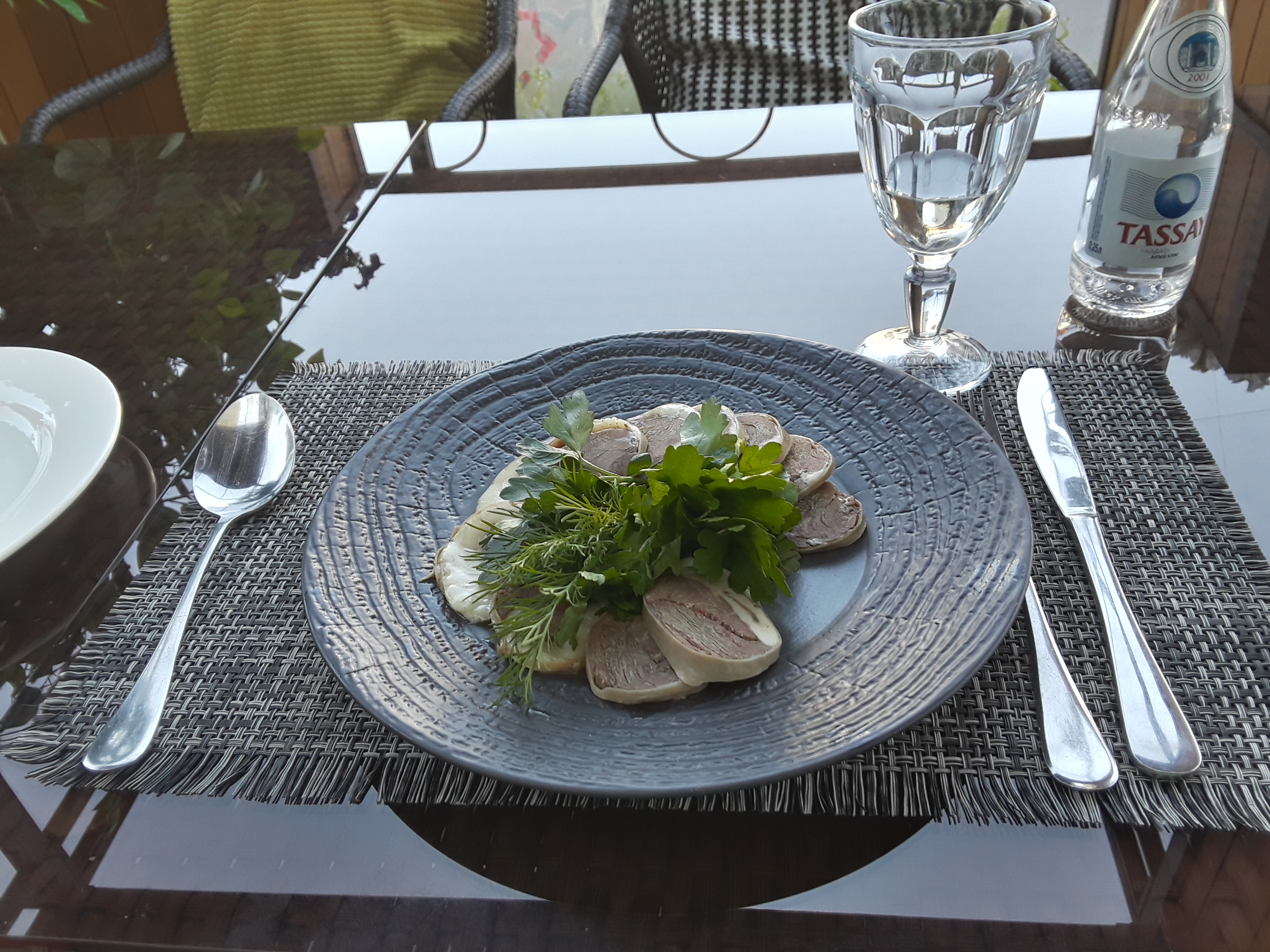
Qazı in einem Restaurant in Astana

Qazi (tatarisch казылык, baschkirisch ҡаҙы, ҡаҙылыҡ, ҡаҙы-ҡарта, kasachisch қазы, kirgisisch казы, usbekisch qazi, krimtatarisch къазылыкъ) ist Fett aus dem Bauchfell, das bei der Zubereitung von Pferdefleisch-Wurst von verschiedenen Turkvölkern verwendet wird. Die Wurst heißt Qazi oder Chuchuk.
Das Pferd wird vor der Schlachtung gemästet. Obwohl Pferde das ganze Jahr über geschlachtet werden dürfen, ist die Hauptsaison Sogum (со́гум) (tat. сугым, kaz. соғым, kirg. согум) gegen Ende des Jahres. Bei Tataren wird Pferdefleisch im Spätherbst in Fässern mit Eingeweiden mariniert und im März zum Trocknen gefüllt und aufgehängt, woraufhin es anschließend geräuchert werden kann.
Qarta (kaz.  қарта, bashk.  ҡарта) ist der Dickdarm eines Pferdes, der von innen nach außen herausgedreht ist (Fett nach innen). Durch Waschen und Salzen vorbereitet, wird er in gekochter Form verwendet und gilt als Delikatesse bei verschiedenen Turkvölkern (Kasachen, Kirgisen, Tataren, Karakalpaken). Die Tataren nennen einen Pferdedarm, der mit Fett nach innen gedreht wird, Eilendirme (әйләндермә).
Oft werden Qazi und Qarta zusammen mit Fleisch gekocht und zusammen als ein großes Gericht serviert. Es kann zusammen mit Naryn / Beshbarmak serviert werden.
Qazi und Qarta sind ein integraler Bestandteil der nationalen Küche der Tataren, Baschkiren, Kirgisen und Kasachen, und sehr beliebt.

## Zubereitung
In Kasachstan wird es wie folgt zubereitet: Bei einem geschlachteten Pferd werden die Rippen mit Fleisch und Fett abgeschnitten und das Blut wird herauslaufen gelassen, was 5–7 Stunden dauert. Die Eingeweide werden gewaschen und 1–2 Stunden in Salzwasser eingelegt. Leicht getrocknetes Fleisch wird in Streifen entlang der Rippen geschnitten. Das Interkostalgewebe wird mit einem scharfen Messer geschnitten, die Knorpel entfernt und das Fett nicht zerbröckelt. Das vorbereitete Fleisch wird gesalzen, gepfeffert, manchmal wird noch fein gehackter Knoblauch hinzugefügt und für 2–3 Stunden eingewickelt. Danach wird das Fleisch in den Darm gelegt, dessen Enden gebunden sind, und dann für mindestens 2 Stunden bei schwacher Hitze traditionell in einer breiten Schüssel gekocht.